# Spigelia
Spigelia is een geslacht uit de familie Loganiaceae. Het geslacht telt ongeveer zestig soorten die voorkomen in de warmere delen van het Amerikaanse continent, van de Zuidelijke Verenigde Staten in het noorden tot op de breedtegraad van de Argentijnse hoofdstad Buenos Aires in het zuiden.

## Soorten
- Spigelia aceifolia Woodson
- Spigelia alabamensis (K.R. Gould) K.G. Matthews & Weakley
- Spigelia amambaiensis Fern. Casas
- Spigelia amazonica Fern.Casas
- Spigelia amplexicaulis E.F. Guim. & Fontella
- Spigelia andersonii Fern. Casas
- Spigelia andina Fern. Casas
- Spigelia anthelmia L.
- Spigelia araucariensis E.F. Guim. & Fontella
- Spigelia asperifolia Progel
- Spigelia bahiana L.B. Sm.
- Spigelia beccabungoides Kraenzl.
- Spigelia beyrichiana Cham. & Schltdl.
- Spigelia blanchetiana DC.
- Spigelia brachystachya Progel
- Spigelia breviflora (Chodat & Hassl.) H.H. Hurley
- Spigelia caaguazuensis Kraenzl.
- Spigelia carnosa Standl. & Steyerm.
- Spigelia cascatensis E.F. Guim. & Fontella
- Spigelia catarinensis E.F. Guim. & Fontella
- Spigelia chiapensis K.R. Gould
- Spigelia coelostylioides K.R. Gould
- Spigelia dolichostachya Fern. Casas
- Spigelia dusenii L.B. Sm.
- Spigelia elsieana Fern. Casas
- Spigelia flava Zappi & Harley
- Spigelia flemmingiana Cham. & Schltdl.
- Spigelia fontellae Fern. Casas
- Spigelia gentianoides Chapm.
- Spigelia genuflexa Popovkin & Struwe
- Spigelia gilgii J.F. Macbr.
- Spigelia glabrata Mart.
- Spigelia gracilis A. DC.
- Spigelia guianensis (Aubl.) Lemée
- Spigelia hamelioides Kunth
- Spigelia hatschbachii Fern. Casas
- Spigelia hedyotidea A. DC.
- Spigelia heliotropoides E.F. Guim. & Fontella
- Spigelia herzogiana Kraenzl.
- Spigelia hirtula Fern. Casas
- Spigelia hurleyi Fern. Casas
- Spigelia insignis Progel
- Spigelia kleinii L.B.Sm.
- Spigelia kuhlmannii E.F. Guim. & Fontella-Pereira
- Spigelia laevigata Progel
- Spigelia laurina Cham. & Schltdl.
- Spigelia leiocarpa Benth. ex H.H. Hurley
- Spigelia linarioides DC.
- Spigelia loganioides (Torr. & A. Gray) A. DC.
- Spigelia luciatlantica Fern. Casas
- Spigelia lundiana A. DC.
- Spigelia macrophylla (Pohl) DC.
- Spigelia marilandica L.
- Spigelia martiana Cham. & Schltdl.
- Spigelia nana Alain
- Spigelia nicotianiflora Chodat & Hassl.
- Spigelia novogranatensis Fern. Casas
- Spigelia olfersiana Cham. & Schltdl.
- Spigelia palmeri Rose
- Spigelia paraguariensis Chodat
- Spigelia paraguayensis Chodat
- Spigelia pedunculata Kunth
- Spigelia persicarioides Ewan
- Spigelia petiolata H.H. Hurley
- Spigelia polystachya Klotzsch ex Prog.
- Spigelia pulchella Mart.
- Spigelia pusilla Mart.
- Spigelia pygmaea D.N. Gibson
- Spigelia ramosa L.B. Sm.
- Spigelia reitzii L.B. Sm.
- Spigelia riedeliana (Progel) E.F. Guim. & Fontella
- Spigelia riparia L.B. Sm.
- Spigelia rojasiana Kraenzl.
- Spigelia rondoniensis Fern. Casas
- Spigelia scabra Cham. & Schltdl.
- Spigelia scabrella Benth.
- Spigelia schlechtendaliana Mart.
- Spigelia sellowiana Cham. & Schltdl.
- Spigelia sordida Fern. Casas
- Spigelia spartioides Cham. & Schltdl.
- Spigelia speciosa Kunth
- Spigelia splendens H. Wendl. ex Hook.
- Spigelia stenocardia (Standl.) Fern. Casas
- Spigelia stenophylla Progel
- Spigelia tetraptera Taub.
- Spigelia texana (Torr. & A. Gray) A. DC.
- Spigelia trispicata H.H. Hurley ex K.R. Gould
- Spigelia valenzuelae Chodat & Hassl.
- Spigelia vestita L.B. Sm.